# مارسيلو فيغا (لاعب كرة قدم)
مارسيلو فيغا (بالبرتغالية: Marcelo Veiga) هو لاعب كرة قدم ومدرب كرة قدم برازيلي في مركز الدفاع، ولد في 7 أكتوبر 1964 في ساو باولو في البرازيل، وتوفي في 14 ديسمبر 2020 في براغانكا باوليستا في البرازيل بسبب مرض فيروس كورونا 2019. لعب مع أتلتيكو غويانيينسي وجمعية بورتوغيزا الرياضية وسانتو أندريه ونادي أتلتيكو فيروفياريو ونادي إنترناسيونال ونادي باهيا ونادي جوينفيل ونادي سانتوس ونادي غوياس ونادي فورتاليزا.

## وصلات خارجية
- مارسيلو فيغا (لاعب كرة قدم) على موقع قاعدة بيانات كرة القدم.إي يو (الإنجليزية)